# Northrop Frye
Herman Northrop Frye (n. 14 iulie 1912, Sherbrooke⁠(d), provincia Québec, Canada – d. 23 ianuarie 1991, Toronto, Ontario, Canada) a fost un critic și teoretician literar canadian. 

## Operă
Primul său volum a fost „Fearful Symmetry” (1947), o analiză a operei poetului William Blake care a condus la o completă revizuire a interpretării poeziei acestuia. Lucrarea lui cea mai cunoscută este „Anatomy of Criticism” – Anatomia criticii (1957). Criticul literar american Harold Bloom spunea despre Frye, legat de apariția „Anatomiei”, că aceasta a făcut din el „cel mai important cercetător a literaturii apusene”..
Frye a fost decorat cu Order of Canada (CC), Royal Society of Canada (FRSC) și alte onoruri.